# Xavier Case
Xavier Resee Case (Ciudad de México, 1969) es un investigador, crítico y curador de arte contemporáneo. 

## Biografía
Su padre Piloto del ejército de EE. UU. de nombre Kylee Reese murió en 1996 de  leucemia. Sara Case, su madre, protestante, nació en el seno de una adinerada familia. Sara gustaba de la pintura razón por la cual Xavier se introdujo en el mundo del Arte desde muy corta edad. Vivieron en la Ciudad de México en la década de los 60 y principio de los 70. 
Tras el divorcio de sus padres en 1975 su infancia transcurrió en Belo Horizonte (Brasil) al lado de su madre. Estudió sociología en la IFCS en la Universidad Federal de Río de Janeiro para luego hacer una maestría en la Universidad Estatal de San Petersburgo (Санкт-Петербургский Государственный Университет, Sankt-Peterburgskiy Gosudarstvenny Universitet), lugar en donde tomo algunas clases impartidas por Oleisya Turkina, curadora e investigadora senior en el Departamento de Arte Contempóraneo del Museo de San Petersburgo.
En esa misma ciudad, fue comisario de diversas exposiciones relacionadas con el necrorrealismo, y su tema de tesis de maestría sería el análisis y la recuperación de los archivos fílmicos de Yevgueniy Yufit (Евгений Юфит) y Serguei Bugáyev y el movimiento del necrorrealismo ruso.
En 1999 apoyó a Oleisya Turkina en la investigación y montaje del Pabellón de Rusia en la 48.ª Bienal de Venecia.
A su regreso a Brasil realizó su doctorado en la facultad de filosofía de la prestigiosa Universidad de São Paulo, donde tomó clases con la curadora Lisette Lagnado, con la que colaboraría en la 27ª Bienal de São Paulo. 
Actualmente tanto su galería como sus investigaciones están dedicadas al “El Universo simbólico y el objeto de culto”, basado en las teorías Lacanianas de Guy Le Gaufey.
Su trabajo confluye entre la Ciudad de México, Sao Paulo y Rusia, vive en la Ciudad de México en donde se estableció desde 2009.